# آلموداینا
آلموداینا (به اسپانیایی: Almudaina) دهستانی در استان آلیکانته اسپانیا است.
در این دهستان ۱۲۹ نفر زندگی می‌کنند. مساحت این دهستان ۸٫۹۳ کیلومتر مربع است.